# Anna Castelli Ferrieri
Anna Castelli Ferrieri (6 août 1918 - 22 juin 2006) est une architecte, urbaniste et designer italienne, née à Milan. Elle est surtout connue pour son utilisation des matières plastiques et pour son travail avec la société italienne de mobilier contemporain Kartell.

## Biographie
Son père Enzo est journaliste et fondateur du magazine  Il Convenio, il avait également créé un salon culturel, où se retrouvaient des personnalités telles que James Joyce, Thomas Mann, Luigi Pirandello, Umberto Saba ou Eugenio Montale.
Ferrieri étudie à l'Institut polytechnique de Milan où elle obtient un diplôme d’architecture en 1943. Un de ses maîtres est Franco Albini dont elle admire les idéaux néo-rationalistes. Préoccupée par la planification urbaine, elle travaillera avec des architectes tels que Piero Bottoni (it) et Ernesto Nathan Rogers engagés dans la reconstruction de Milan et participe à la conception d’immeubles résidentiels, d’hôpitaux, d’églises et de bâtiments industriels. Elle sera en effet membre de l'Institut National d’ Urbanisme.
En 1946, elle fonde son propre studio et devient rédactrice du magazine d'architecture, Casabella Construction et correspondante italienne de la revue anglaise Architectural Design.

De 1959 à 1973, avec Ignazio Gardella elle a travaillé sur des projets architecturaux comme le siège social de l'entente, la Villa Via Marchiondi et les bâtiments et bureaux de l'usine Alfa Romeo.
Anna Castelli Ferrieri a épousé Giulio Castelli, un chimiste qui avait étudié avec le lauréat du prix Nobel Giulio Natta, et était à la tête de la société Kartell, chef de file mondial dans la conception et la fabrication de meubles en plastique. 
Le bâtiment de Kartell à Binasco est construit en 1966 selon les plans d’Anna Castelli Ferreri. De 1976 à 1987, elle est directrice artistique de Kartell, où elle conçoit des objets en plastique ultra-modernes, comme le système modulaire "Componibili".
Le couple a ouvert la voie au design moderne italien tout au long des années 1960, 70 et 80,,.
En parallèle, elle travaille pour d’ autres entreprises italiennes: telles Arflex, Floordesign, Lanerossi, Giorgetti, Matrix, Matteo Grassi et Barovier & Toso.
En 1983, elle a organisé une exposition sur l'histoire de l'émancipation des femmes du XVIIIe siècle jusqu'à nos jours.
Elle a été professeur de design industriel à l'Université de Milan de 1984 à 1986.
Et jusqu'en 1992, elle a enseigné à l'Académie de design Domus .
Certaines de ses œuvres appartiennent aux collections permanentes des musées d’art moderne de New york et de Paris Centre Georges Pompidou.
Castelli Ferrieri fait partie, avec Pier et Achille Castiglioni, Gae Aulenti, Ettore Sottsass, Joe Colombo, des designers les plus marquants de la période d'après-guerre italienne.

## Principales réalisations
Parmi ses réalisations : les bureaux de Alfa Romeo à Arese, Tecnitub à Podenzano, Castek à Milan, et Kartell à Binasco, ainsi que la restauration et la reconstruction de bâtiments historiques, y compris le Cloître de Bramante à Milan, et le Palazzo Benci à Florence. Elle est également impliquée dans la planification urbaine, avec des projets pour Milan, Turin et Gênes, et certaines zones de Vicence, Stintino, Sharestenak (Iran) ainsi qu’en Algérie.

## Prix et récompenses
- 1947 Médaille d'or de la Triennale de Milan
- 1950 Médaille d'or de la Triennale de Milan
- 1973 Prix fédéral allemand de Good Design pour les éléments empilables 4970
- 1979 Product Design Award, New York
- 1979 Compasso d'Oro table en polypropylène pour enfants par studio Centrokappa pour Kartell
- 1984 Product Design Award, New York
- 1983 I.D. Design Award annuel, USA
- 1987 Compasso d'Oro pour la chaise empilable 4870 développée pour Kartell
- 1994 Compasso d'Oro pour coutellerie en métal Hannah, pour Sambonet fabricant
- 1999 Cologne Thumper : prix de l'école internationale du design de Cologne (KISD)